# Matúš Mikuš
Matúš Mikuš (* 8. Juli 1991 in Topoľčany, Tschechoslowakei) ist ein slowakischer Fußballspieler.

## Sportliche Laufbahn
Matúš Mikuš begann seine Karriere bei seinem Heimatverein, dem FC Nitra. Nachdem er sämtliche Jugendmannschaften sowie die zweite Mannschaft seines Stammvereins durchlaufen hatte, wurde er 2009 erstmals in die erste Mannschaft aufgenommen. Dort war Mikuš mit 17 Jahren und 4 Monaten einer der jüngsten Debütanten in der Geschichte der höchsten slowakischen Spielklasse.
Auch in der slowakischen U-21-Nationalmannschaft war er mit 18,5 Jahren einer der jüngsten Debütanten. Mikuš gilt als eines der größten Offensivtalente der Slowakei.
Am 9. Jänner 2013 wurde bekannt, dass Mikuš zum österreichischen Bundesligisten FC Admira Wacker Mödling wechselt.